# Chung fung che
Chung fung che – hongkoński film akcji w reżyserii Lau Ho-leunga, którego premiera odbyła się 2 kwietnia 2015 roku.
Film zarobił ponad 1,5 miliona dolarów amerykańskich w Hongkongu, ponad 3,2 miliona w Chinach oraz ponad 350 tysięcy dolarów w Malezji i Singapurze.

## Obsada
Źródło: Rotten Tomatoes
- Francis Ng
- Mark Cheng
- Simon Yam
- Patrick Tam
- Leo Ku

## Nagrody
| Rok  | Nagroda              | Kategoria         | Nominacja    | Wynik     |
| ---- | -------------------- | ----------------- | ------------ | --------- |
| 2015 | Hong Kong Film Award | Best Screenplay   | Lau Ho-leung | Nominacja |
| 2015 | Hong Kong Film Award | Best New Director | Lau Ho-leung | Nominacja |